# March ör Die
March ör Die ist das zehnte Studioalbum der britischen Heavy-Metal-Band Motörhead. Es war das letzte Album für WTG/Epic Records und zugleich das letzte, auf dem Schlagzeuger Phil Taylor zu hören ist.

## Entstehung
Anfang 1992 begann Motörhead, an den Stücken für den Nachfolger zu 1916 zu arbeiten. Dabei stellte sich die Zusammenarbeit mit Schlagzeuger Phil Taylor als problematisch heraus, weil er nach Auffassung von Lemmy Kilmister nicht mehr gut genug spielte und teilweise nur noch mit Hilfe eines Metronoms den Takt halten konnte. Deshalb wurde er während der Aufnahmen entlassen und ist mit Ain't No Nice Guy auf nur einem Stück zu hören. Die übrigen Titel bis auf Hellraiser spielte Tommy Aldridge (ex-Whitesnake) ein, es stand von Anfang an fest, dass er als Studiomusiker kein Bandmitglied werden würde. Kurz vor Abschluss der Studioaufnahmen engagierte die Band mit Mikkey Dee einen neuen festen Schlagzeuger. Mit ihm nahm Motörhead Hellraiser und Hell on Earth auf. Letztgenanntes Lied wurde nicht auf einem Motörhead-Album, sondern gemeinsam mit Hellraiser auf dem 1992 erschienenen Soundtrack zu dem Horrorfilm Hellraiser III veröffentlicht.
Produziert wurde das Album von Peter Solley. Die Aufnahmen fanden in den Music Grinder Studios in Hollywood während der Unruhen in Los Angeles 1992 statt, gemixt wurde es im SoundCastle in Hollywood. Auf Drängen der Plattenfirma coverte Motörhead das Stück Cat Scratch Fever von Ted Nugent. Das Stück Hellraiser wurde von Ozzy Osbourne und Zakk Wylde gemeinsam mit Lemmy Kilmister für Osbournes 1991er Album No More Tears geschrieben. Die Ballade Ain't No Nice Guy sangen Kilmister und Ozzy Osbourne gemeinsam ein, Slash von Guns N’ Roses spielte die Gitarrensoli.
Während der Aufnahmen zeichnete sich die Pleite des Labels WTG ab. Zwar veröffentlichte WTG sowohl das Album als auch die Singleauskopplung Ain't No Nice Guy, allerdings wurden weder das Album noch die Single flächendeckend beworben. Der neue Bandmanager Todd Singerman sorgte dafür, dass Ain't No Nice Guy von den US-amerikanischen AOR-Sendern gespielt wurde und verschaffte der Band einen Auftritt in Jay Lenos Tonight Show. Weiterhin weigerte sich der Mutterkonzern des Labels WTG, die Kosten für das Musikvideo zu Ain't No Nice Guy zu zahlen, weshalb die Band die rund 8.000 USD selber bezahlte. Das Video, in dem sowohl Ozzy Osbourne als auch Slash Gastauftritte hatten, erhielt nach Freigabe durch Sony Airplay bei MTV. Nach der Schließung von WTG scheiterte Ende 1992 die Übernahme des Plattenvertrages durch den Mutterkonzern Sony, der kein Interesse mehr an der Band zeigte.

## Titelliste
1. Stand – 3:31
2. Cat Scratch Fever – 3:52
3. Bad Religion – 5:01
4. Jack the Ripper – 4:39
5. I Ain't No Nice Guy – 4:16
6. Hellraiser – 4:37
7. Asylum Choir – 3:40
8. Too Good to Be True – 3:36
9. You Better Run – 4:51
10. Name in Vain – 3:06
11. March Ör Die – 5:41

## Kritiken
Eduardo Rivadavia von Allmusic bezeichnet das Album als dasjenige, bei dem alles schiefging. Zwar hätte die Band bereits früher mit eingängigerer Musik geliebäugelt, mit March ör Die habe die Band jedoch mit Gewalt versuchen wollen, radiotaugliche Musik zu veröffentlichen. Dies habe jedoch trotz der Mitwirkung von Ozzy Osbourne und Slash nicht funktioniert. Rivadavia hält March ör Die für eines der schwächsten Alben der Band. Götz Kühnemund vom Magazin Rock Hard dagegen zeigt sich begeistert und meint, dass das Album die „bislang abwechslungsreichste MOTÖRHEAD-Scheibe überhaupt“ sei und bezeichnet es als den „definitive[n] Nachfolger zu ‚1916‘“.